# Mar profund
Mar profund o capa profunda, és la capa més baixa en el mar, que es troba per sota de la termoclina i per sobre del llit marí, a una profunditat de 1000 fathoms (1800 m) o més. Poca o cap llum penetra en aquesta part de l'oceà i la majoria dels organismes que hi viuen depenen per subsistir de la matèria orgànica produïda que cau des de la zona fòtica Per aquesta raó els científics havien assumit que la vida seria escassa en les profunditats de l'oceà, però pràcticament tots els sondeigs han revelat que, en canvi, la vida és abundant en l'oceà profund.
 Des de l'època de Plini el Vell fins a l'expedició a la nau Challenger entre 1872 i 1876 no es va demostrar que Plini errava, el vaixell Challenger va extreure amb les seves xarxes éssers vius de totes les fondàries fins on va arribar. Per sota dels 200 metres de fondària és el major hàbitat de la Terra.

Zones del mar profund

L'any 1960, el batiscaf Trieste va baixar a la part inferior de la Fossa de les Mariannes prop de Guam, a 35.798 peus o 6,77 milles (10.911 metres), el lloc més profund en qualsevol oceà. En aquesta gran profunditat es va veure un petit llenguado.
Fins a finals de 1970 se sabia molt poc sobre l'extensió de la vida al fons de l'oceà profund, però el descobriment de les colònies florents de gambetes i altres organismes al voltant de respiradors hidrotermals ha fet canviar la perspectiva. Abans del descobriment d'aquests respiradors submarins, s'ha acceptava que gairebé tota la vida a la Terra obté la seva energia (d'una forma o una altra) del Sol. Els nous descobriments revelen grups de criatures que obtenen nutrients i l'energia directament de fonts tèrmiques i reaccions químiques associades amb els canvis en els dipòsits minerals. Aquests organismes es desenvolupen en ambients completament sense llum i anaeròbics, en aigua altament salina que pot arribar a 300 °F (150 °C), basant-se el seu manteniment en el sulfur d'hidrogen, que és altament tòxic per gairebé tota la vida terrestre. El descobriment revolucionari que la vida pot existir sota aquestes condicions extremes va fer canviar les opinions sobre les possibilitats que hi hagi vida en altres llocs de l'univers. Els científics especulen que Europa, una de les llunes de Júpiter, podria ser capaç de suportar la vida sota la seva superfície gelada, on hi ha evidència d'un oceà global d'aigua líquida.

## Característiques ambientals
- Llum: La llum natural no penetra en les profunditats de l'oceà, amb l'excepció de les parts altes mesopelàgiques la fotosíntesi no és possible. La bioluminescència és l'única llum disponible a aquestes profunditats. Aquesta manca de llum significa que els organismes han de dependre d'altres sentits que la visió. També pot tenir un efecte selectiu sobre els hàbits de locomoció dels animals i en els seus sistemes de propulsió.

- Pressió

La pressió és el major factor ambiental que actua sobre els organismes d'aigües profundes. La pressió augmenta d'1 atmosfera (atm) per cada 10 m de profunditat. En la mar profunda, encara que la majoria de les profunditats de la mar es troben sota pressions d'entre 200 i 600 atm, el rang de pressió és de 20-1.000 atm. La pressió té un gran paper en la distribució dels organismes d'aigües profundes.
- La salinitat és notablement constant al llarg de les profunditats del mar. Hi ha algunes petites diferències en la salinitat, però cap que sigui ecològicament significatives, excepte en la Mar mediterrània i el Mar Roja.

- Temperatura: les dues àrees de canvi de temperatura major i més ràpid en els oceans són la zona de transició entre les aigües superficials i les aigües profundes, la termoclina i la transició entre el fons marí i l'aigua calenta que flueix en els respiradors hidrotermals. Les Termoclines varien en gruix d'uns pocs centenars de metres a gairebé mil metres. Per sota de la termoclina, la massa d'aigua de l'oceà profund és fred i més lluny de la homogeneïtat. Les termoclines són més fortes en els tròpics, on la temperatura de la zona epipelàgica és en general per sobre de 20 °C. Des de la base de l'epipelàgica, la temperatura baixa més de diversos centenars de metres a 5 o 6 °C a 1.000 metres. Se segueix baixant fins al fons, però la taxa és molt més lenta. Sota de 3.000 a 4.000 m, l'aigua és isotèrmica.

En qualsevol profunditat donada, la temperatura és pràcticament invariable durant llargs períodes. No hi ha canvis estacionals de temperatura, ni hi ha canvis anuals. Cap altre hàbitat té una temperatura tan constant.
Les fonts hidrotermals són el contrast directe amb temperatura constant. En aquests sistemes, la temperatura de l'aigua que surt dels "fumadors negres" o xemeneies pot ser tan alta com 400 °C (es manté d'ebullició per la pressió hidroestàtica alta), mentre que en uns pocs metres, pot canviar a 2-4 °C.

## Biologia
Les regions per sota de l'epipelàgica es divideixen en altres zones, començant amb la mesopelàgica que s'estén des de 200 fins a 1000 metres sota el nivell del mar, on una mica de llum penetra sense deixar de ser insuficient per a la producció primària. Per sota d'aquesta zona del mar profund adequada comença, la zona afòtica  batipelàgica',  abissopelàgica i  hadopelàgica. Els nutrients consisteixen en la matèria orgànica que cau coneguda com a neu marina i els cadàvers procedents de la zona productiva de més amunt, i és escassa tant en termes de distribució espacial com temporal.
En lloc de confiar en el gas per la seva flotabilitat, moltes espècies disposen d'una carn gelatinosa, principalment de glicosaminoglicans, que té molt baixa densitat. També és comuna entre els calamars d'aigües profundes combinar el teixit gelatinós amb una càmera de flotació plena d'un fluid celòmic format pel producte de rebuig metabòlic clorur d'amoni, que és més lleuger que l'aigua circumdant.
Els peixos pelàgics tenen adaptacions especials per fer front a aquestes condicions i són petits, en general de menys de 25 cm, amb un metabolisme lent i les seves dietes no són especialitzades, preferint seure i esperar pel menjar en comptes de malgastar energia a la recerca d'ella. Han allargat amb òrgans febles i plorosos els músculs i esquelets. Sovint tenen mandíbules extensibles, amb frontisses amb dents recorbades. A causa de la distribució dispersa i manca de llum, la recerca d'un company amb el que criar és difícil, i molts organismes són hermafrodites

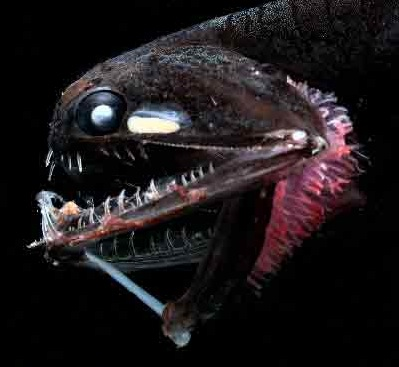
peix llanterna amb fotòfors brillants i ulls brillants

Com que la llum és tan escassa, els peixos tenen sovint els ulls més grans del que seria normal, El seu camp de visió cap amunt els permet cercar la silueta de possibles preses. No obstant això, també tenen adaptacions per fer front a la depredació. Aquestes adaptacions es refereixen principalment a la reducció de la silueta, una forma de camuflatge. Els dos mètodes principals pels que s'assoleixi aquest objectius són la reducció en l'àrea de la seva ombra per la compressió lateral de l'estructura del cos i la il·luminació través de bioluminescència. Això s'aconsegueix mitjançant la producció de llum des del fotòfor ventral. Per a una més sensible  visió en condicions de poca llum, alguns peixos tenen un retroreflector darrere de la retina
Els organismes a les profunditats del mar són gairebé totalment dependents de l'enfonsament de la matèria viva i orgànica morta que cau a uns 100 metres per dia. A més, només al voltant de l'1-3% de la producció de la superfície arriba al fons del mar en la seva majoria en forma de neu marina. Ampliar l'aliment s'inclou, per exemple, els cadàvers de balenes. La distància entre els cadàvers de balenes s'estima en només 8 quilòmetres. A més, hi ha un nombre d'alimentadors de filtre que s'alimenten de les partícules orgàniques amb tentacles que tenen un paper important en el cicle de nutrients en els sediments d'aigües profundes. L'activitat dels virus respecte els ecosistemes marins és important: Infecten plàncton heteròtrof i autòtrof. També infecten procariots heteròtrofs en les capes bentòniques. Els virus es comporten com un accelerador del descens dels sediments.

## Quimiosíntesi
Hi ha un nombre d'espècies que no es basen fonamentalment en la matèria orgànica dissolta per alimentar-se i aquests es troben en les xemeneies hidrotermals. Un exemple és la relació simbiòtica entre el cuc tubular Riftia i els bacteris quimiosintètics. Aquests són comunitats complexes un dels pocs ecosistemes al planeta que no depenen de la llum del sol per al subministrament d'energia.

## Exploració
El fons del mar és un entorn completament hostil a la humanitat, i no hauria de ser una sorpresa que representa una de les àrees menys explorades de la Terra. Les pressions fins i tot al mesopelàgics són massa grans per als mètodes tradicionals d'exploració, exigint enfocaments alternatius per a la investigació del mar profund. Esquer estacions de cambra, petits submergibles tripulats i ROV (vehicle operat per control remot) són tres mètodes utilitzats per explorar les profunditats de l'oceà. A causa de la dificultat i cost d'explorar aquesta zona, el coneixement actual és limitat. La pressió augmenta en aproximadament una atmosfera per cada 10 metres el que significa que algunes zones del mar profund es pot arribar a pressions de més de 1.000 atmosferes. Això no només fa que sigui molt difícil assolor les grans fondàries sense ajuda mecànica, sinó que també proporciona una gran dificultat quan es tracta d'estudiar tots els organismes que poden viure en aquestes àrees.